# Sant Domènec en oració (El Greco, Tipus-I i Tipus-II)
Sant Domènec en oració és una de les tres tipologies creades per El Greco sobre aquest sant.

## Tema de l'obra
Domènec de Guzmán (Caleruega, 1170 - Bolonya, el 6 d'agost 1221), ferm defensor de l'Església Catòlica, fou el fundador de l'Orde dels Predicadors, també coneguts com a Dominics, i va popularitzar l'ús del Rosari després d'haver rebut una visió. Sant Bonaventura comenta sobre ell "benigno ai suoi ed ai nemici crudo".
Al Tipus-I, El Greco representa sant Domènec agenollat, vestit amb l'hàbit religiós dels dominics, consistent en un mantell negre sobre un hàbit blanc.

## Anàlisi del Tipus-I
Segons Harold Wethey, el Tipus-I d'aquest tema és una de les millors creacions d'El Greco. El Sant està agenollat, pregant davant d'un Crucifix, amb les mans unides al seu cos, i lleugerament girat vers l'esquerra de l'espectador. La saviesa de la pinzellada i de la composició, així com la contenció del color, transmeten una sensació d'intensitat espiritual. Aquestes temàtiques foren especialment populars durant la Contrareforma, ja que encoratjaven la resposta emocional de l'espectador.

### Versió de la UNICEF
Oli sobre llenç; 75 x 58 cm.; 1600-10; Ha estat donada a la UNICEF (Fons de Nacions Unides per a la Infancia)
A la roca de l'esquerra hi apareix el que sembla les restes d'una signatura.
Segons Harold E. Wethey, la tècnica és pròpia de l'obrador d'El Greco, però la qualitat del llenç indica que va ser retocada pel mateix mestre.

#### Procedència
- Probablement, Marquès d'Aldama, Madrid.
- Thomas Harris, Londres (1931), qui probablement el va vendre a:
- Col·lecció Contini Bonacossi; Florència. (1878-1955)
- Galeria Julius Böhler, München (1970)
- Adquirit per Dr. Gustav Rau (1922-2002
- Llegat pel Dr, Gustav Rau a la UNICEF (Fons de Nacions Unides per a la Infancia) any 2002.

### Versió de col·lecció privada (Madrid)
Oli sobre llenç; 118 x 86 cm.; Col·lecció privada, Madrid.
Signat a la roca de la part inferior esquerra, amb lletres gregues cursives: δομήνικος Θεοτοκó(borrat) εποíει (doménikos theotokó(borrat) e`poíei) 
Segons Harold E. Wethey, aquest llenç molt probablement va ser el primer d'aquest tema, degut a la qualitat de la seva tècnica, superior a la dels altres exemples.
Sant Domènec, vestit amb l'hàbit dominicà, apareix agenollat davant un celatge blau amb lleugers núvols blancs, molt diferent dels celatges de tempesta propis d'etapes posteriors d'El Greco. Aquest llenç, restaurat recentment, està en molt bon estat de conservació.

#### Procedència
- A.Sanz Bremón, València.
- Marquès de Amurrio, Madrid (adquirit a Sanz Bremón el 28 de maig de 1924)
- Llegat al seu fill.
- Col·lecció privada.

### Versió de la Catedral de Toledo
Oli sobre llenç; 120 x 88 cm.; 1600-05; sagristia de la Catedral de Toledo
Signat a la roca de l'esquerra: δομήνικος Θεοτοκóπουλος εποíει (doménikos theotokópoulos e`poíei)
La brillant pinzellada es especialment evident en el tractament il·lusionístic de l'hàbit blanc amb ombres blavoses. El celatge té la tonalitat blava de les obres personals d'El Greco, i no el to blau ennegrit propi de les obres del seu obrador. El cap del sant està vorejat per una mena d'aurèola formada pels núvols, i són de gran efecte les llums blanques i vermelloses sobre les roques grises.

### Versió del Museu de Belles Arts de Boston
Oli sobre llenç; 104,7 x 82,9 cm.; 1605-10; Museu de Belles Arts de Boston
Signat a la part inferior de la roca de l'esquerra: δομήνικος Θεοτοκóπουλος εποíει (doménikos theotokópoulos e`poíei)
Segons Harold E. Wethey, la qualitat d'aquest llenç és bona, tot i que no arriba al mateix grau que el de la versió de la Catedral de Toledo, la qual reprodueix amb lleugeres variacions.
És interessant remarcar que aquesta obra havia pertanyut a l'artista Edgar Degas.

#### Procedència
- J.F.Millet; Fontainebleau.
- M.Lefèbre; París.
- Edgar Degas; París (venda el 26-27 de març del 1918, número 31)
- comprat per Trotti.
- Karl Madsen Heilbuth; Copenhague.
- Adquirit pel Museu de Boston l'any 1923.

## Anàlisi del Tipus-II
El Tipus-II d'aquesta temática és Sant Domènec en oració a la seva cel·la, i consta només d'una sola obra.

### Versió de Newport (Rode island)
Oli sobre llenç; 57 x 57 cm.; 1595-1600; antigament ? a col·lecció privada de Newport (Rhode Island)
Signatura a la paret, a la part dreta, a la vora de l'espatlla del sant, amb lletres cursives gregues, restaurades una mica incorrectament : δομήνικος Θεοτοκóπουλος, εποíει (doménikos theotokópoulos e`poíei)
La silueta del sant, vestit amb l'hàbit dels dominics, destaca sobre la paret de la cel·la, que està pintada en tons grisos contrastats, a fi de formar una progressió geomètrica de plans verticals. La porta de fusta repeteix el marró fosc de la taula, sobre la qual hi ha un llibre de color vermell fosc sota del crani. Tant la supressió de tota indicació del sòl de la cel·la com la verticalitat del fons, són típics de la irracionalitat de l'espai del Manierisme.
Les pinzellades il·lusionistes i lluminoses del cap i de les mans, i el fet que la emprimació vermellosa és força visible a través de l'hàbit del sant, suggereigen que aquest llenç va ser pintat circa 1600.
Aquest llenç és molt similar a algunes variacions sobre el tema de Sant Francesc en oració, però mentre el sant d'Assís fou representat en una actitud d'entrega, aquí les celles de sant Domènec, el lleu gest dels seus llavis, i el moviment de la seva mà esquerra, són més aviat d'interrogació.

#### Procedència
- Ricardo Traumann; Madrid (fins a l'any 1926)